# Сумасбродная Анастасия
«Сумасбродная Анастасия» (исп. Estrambótica Anastasia) — венесуэльский сериал, рассказывающий мистическую историю о судьбе трех сестёр-тройняшек, могущественной семье, владеющей ювелирным бизнесом, а также о проклятом старинном украшении. Главные роли сыграли Норкис Батиста и Хуан Пабло Раба.

## Сюжет
Три сестры: Анастасия, Александра и Каталина стали членами семьи Борофски, которая владеет ювелирным бизнесом. Анастасия замужем за Овидио Борофски, внуком дона Антонио, и воспитывает дочку. Однако, несмотря на свою красоту и удачный брак Анастасия несчастна. Овидио безумно ревнует жену, следит за ней, нанимает детективов, так как считает, что Анастасия должна сидеть дома и заботиться о дочери.
Анастасию все считают безумной и сумасбродной из-за её нестандартных идей для бизнеса и эпатажного поведения. Она придумывает оригинальную рекламу ювелирных украшений, предстает на плакатах в образах женщин со старинных картин, например, Моны Лизы, Венеры. Несмотря на недовольство Овидио дон Антонио во всем поддерживает Анастасию, так как она приносит миллионные прибыли бизнесу. А её образ «сумасбродной» вызывает восхищение всех вокруг. В конечном итоге вся семья Борофски живёт за счёт идей экстравагантной и креативной Анастасии.
Александра — застенчивая, тихая домашняя девушка, которая не слышит и умеет читать только по губам. Третью сестру зовут Каталина. Она очень бойкая, темпераментная и импульсивная. Все три сестры очень похожи, и не раз выручали друг друга, выдавая одну за другую. В это же время в семью привозят старинное украшение «Крест снов». По преданию этот крест принадлежал ранее российской императрице Екатерине II, а потом им обладала покойная жена дона Антонио Элена. Все члены семьи побаиваются этого украшения, поскольку верят, что оно обладает мистической убийственной силой.
В дом Борофски возвращается Аурелиано Пас, внебрачный сын дона Антонио. Многочисленной семье Борофски это не нравится, ведь парень тоже войдет в число наследников. Кроме того, его обвиняли в том, что он украл «Крест снов». С первых же минут Аурелиано и Анастасия чувствуют притяжение друг к другу. Анастасия всячески пытается поддержать внебрачного сына. Овидио в ярости пытается подставить Аурелиано и опорочить его в глазах дона Антонио.
Анастасии и её сестрам придется пережить множество испытаний и даже ненависти со стороны семьи Борофски, чтобы стать счастливыми. А семье придётся разгадать тайну, которую скрывает «Крест снов».

## Актёры
- Норкис Батиста — Анастасия Вальбуэна де Борофски/Александра Вальбуэна/Каталина Вальбуэна
- Хуан Пабло Раба — Аурелиано Пас
- Майра Алехандра — Йоланда Пас
- Густаво Родригес — Дон Антонио Борофски
- Дад Дагер — Виолета Сильва
- Хильда Абрахамс — Констанца Борофски
- Дора Маццоне — Агрипина Борофски
- Флавио Кабальеро — Акилес Борофски
- Кьяра — Бромелия Борофски
- Марианела Гонсалес — Мария Грасия Борофски
- Карлос Фелипе Альварес — Николас Борофски
- Пракрити Мадуро — Клементина Борофски
- Лусиано Д’Алессандро — Сантьяго Борофски
- Сауль Марин — Овидио Борофски
- Мигель Августо Родригес — Леон Борофски[4].